# The Architect - Jazzfinity
The Architect - Jazzfinity è un singolo del gruppo musicale britannico Haken, pubblicato il 1º aprile 2020.

## Descrizione
Pubblicato esclusivamente su Bandcamp, si tratta di una versione in chiave jazz di una sezione del brano The Architect (originariamente pubblicato nel quarto album Affinity) registrata dal gruppo durante la pandemia di COVID-19. In occasione della sua uscita, il gruppo ha dichiarato:

## Tracce
1. The Architect - Jazzfinity – 2:36

## Formazione
Gruppo
- Richard Henshall – chitarra
- Charlie Griffiths – chitarra
- Conner Green – contrabbasso
- Ray Hearne – percussioni, ottoni

Produzione
- Haken – produzione
- Charlie Griffiths – montaggio
- Ray Hearne – montaggio
- Pete Jones – missaggio